# Nabesna (rivière)
Pour les articles homonymes, voir Nabesna.
La rivière Nabesna est une rivière d'Alaska aux États-Unis, dans la région de recensement de Southeast Fairbanks de 120 km de long, qui prend sa source dans le Parc national de Wrangell-St. Elias pour rejoindre la rivière Chisana près de Northway Junction où elles forment la rivière Tanana. Elle est formée des eaux issues du glacier Nabesna et coule au travers du Refuge faunique national de Tetlin.